# Сесто, Камило
Ками́ло Се́сто (исп. Camilo Sesto, настоящее имя: Ками́ло Бла́нес Корте́с; 16 сентября 1946, Алькой — 7 сентября 2019) — испанский певец и автор песен.

## Дискография
- «Camilo Sesto#Discography»

## Фильмография
- Las vacaciones del amor (1981) [7]

## Премии и номинации
- «List of awards and nominations received by Prince Royce»